# Haruspex brevipes
Haruspex brevipes är en skalbaggsart som först beskrevs av White 1855.  Haruspex brevipes ingår i släktet Haruspex och familjen långhorningar. Inga underarter finns listade i Catalogue of Life.